# Anthidiellum melanaspis
Anthidiellum melanaspis är en biart som beskrevs av Cockerell 1929. Anthidiellum melanaspis ingår i släktet Anthidiellum och familjen buksamlarbin. Inga underarter finns listade i Catalogue of Life.